# Willibald Jacob
Willibald Arno Georg Jacob (* 26. Januar 1932 in Berlin; † 3. Juli 2019 ebenda) war ein deutscher evangelischer Pfarrer und deutscher Politiker.

## Leben
Willibald Jacob begann nach der Schulzeit eine theologische Ausbildung am Seminar für kirchlichen Dienst in Berlin-Weißensee, die er später am Paulinum, einer kirchlichen Unterrichtsstätte des Zweiten Bildungsweges, fortsetzte. Am 17. Juni 1953 wurde er bei einer Demonstration festgenommen; anschließend war er für drei Wochen in Untersuchungshaft. Von 1955 bis 1959 studierte Jacob an der  Kirchlichen Hochschule Zehlendorf sowie dem  Sprachenkonvikt Borsigstraße als Externer. Gleichzeitig arbeitete er im Besuchsdienst des Kirchenkreises Berlin-Friedrichshain in der Stalinallee. 1954 heiratete er die Kantorkatechetin Elfriede Berndt; mit ihr hatte er vier Kinder.
Von 1959 bis 1966 war Jacob Gemeindepfarrer in Treuenbrietzen. Dort baute er eine Dienstgruppe von Theologen in Gemeinden und Betrieben in der Tradition der Bekennenden Kirche und der französischen Arbeiterpriester auf. 1965 verweigerte er den Wehrdienst. In den Jahren 1966 bis 1968 leitete er die Stadtmission Cottbus (Gossner Mission) und war Kooperationspartner der Dienstgruppen in der Niederlausitz. In dieser Zeit gründete er auch eine Arbeitsgruppe der Christlichen Friedenskonferenz (CFK) zum Thema Ökumene und Ökonomie.
1968 verließ Jacob den kirchlichen Dienst. Bis 1982 arbeitete er im Straßenwesen der DDR. Er qualifizierte sich zum Facharbeiter und Ingenieur in der VEB Bezirksdirektion des Straßenwesens (BDS) Cottbus und Berlin. Von 1974 bis 1976 war er Vorsitzender der Betriebsgewerkschaftsleitung (BGL) in dem VEB BDS Berlin und wurde 1978 Leiter der Reparaturabteilung Straßenwesen im Stadtbezirk Berlin-Weißensee (Straßenmeister), u. a. verantwortlich für die Beseitigung von Barrieren für Behinderte im öffentlichen Verkehrsraum. Diese Tätigkeit übte er bis 1982 aus. In den Jahren 1970 bis 1990 war er Mitglied der CDU der DDR.
Von 1970 bis 1980 war Jacob ehrenamtlicher Vorsitzender der Gemeindeleitung der Niederländischen Ökumenischen Gemeinde (NÖG) in der DDR. In dieser Funktion wurde er 1976 vom Ministerium für Staatssicherheit der DDR (MfS) wegen der Tätigkeit eines Mitarbeiters der Gemeinde kontaktiert. Von diesem Vorfall benachrichtigte er den Betroffenen und die Pfarrerin der NÖG. Jacob wurde mehrere Jahre als Inoffizieller Mitarbeiter (IM) geführt und hatte von 1977 bis 1984 Kontakte zur Staatssicherheit. Am 27. August 1997 untersagte das Landgericht Hamburg mit einem Beschluss, zu behaupten oder zu verbreiten, dass „Jacob [...] für das MfS gespitzelt hat“.
Im Jahre 1982 wurde Jacob von der Evangelischen Kirche in Berlin-Brandenburg (EKiBB) – Region Ost zum Provinzialpfarrer berufen, um sich auf einen Indien-Aufenthalt vorzubereiten. Gleichzeitig arbeitete er als Gemeindepfarrer in Berlin-Oberschöneweide und studierte Hindi- und Regionalwissenschaften an der Humboldt-Universität. Seinen ersten Indien-Aufenthalt verbrachte Jacob zusammen mit seiner Ehefrau im Oktober 1983 an der Pracharak Training School in Govindpur (Bihar, District Ranchi).
Dort beteiligten sie sich an der Konzipierung eines neuen Curriculums für die Ausbildung von Pracharaks und Pracharikas (Dorfpastoren, Diakonen, Gemeindehelferinnen) im Sinne einer Doppelberuflichkeit: Pastor/Landwirt/Handwerker etc.
1984 wurde Jacob aufgrund einer Doktorarbeit unter dem Titel „Eigentum und Arbeit als Themen theologischer Ethik“ von der Reformierten Theologischen Akademie in Debrecen bei Elemer Kocsis promoviert. Zwischen 1985 und 1988 war er Dozent für evangelische Sozialethik, Ökonomie und Betriebsorganisation in Govindpur im Auftrag der Gossner-Mission in Chotanagpur und Assam (GELC) und der EKiBB. Nach seiner Rückkehr aus Indien wurde er 1989 Gemeindepfarrer in der reformierten Kirchengemeinde Hohenbruch bei Oranienburg-Sachsenhausen und gleichzeitig Beauftragter für die Partnerschaft GELC – EKiBB.
Jacob war 1990 Mitbegründer der Entwicklungspolitischen Gesellschaft (EpoG) Berlin. 1992 erfolgte seine vorzeitige Pensionierung wegen einer Tropenkrankheit, jedoch blieb er als Indien-Referent weiterhin für die EpoG tätig. Von 1992 bis 1994 war er Unterstützer der Initiative Ostdeutscher Betriebs- und Personalräte gegen die Deindustrialisierung Ostdeutschlands.
Vermittelt durch Jakob Moneta, den Vorsitzenden der Kommission Gewerkschaften bei der PDS, wurde Jacob von 1994 bis 1998 Mitglied des Deutschen Bundestages (MdB) als Parteiloser auf der offenen Liste der Partei des Demokratischen Sozialismus (PDS) auf der Landesliste Mecklenburg-Vorpommern (13. Wahlperiode). Er war Mitglied des Bundestagsausschusses für wirtschaftliche Zusammenarbeit und Entwicklung (Obmann und Sprecher der PDS) sowie stellvertretendes Mitglied im verteidigungspolitischen Ausschuss und im Unterausschuss für die Angelegenheiten der Vereinten Nationen (UN).
Jacob wirkte ab 1996 am Aufbau einer Indien-Arbeit mit Austauschprogrammen für die Berufsausbildung im Rahmen der EpoG mit sowie ab 2009 bei dem Solidaritätsdienst International e. V. und der Wassermühle Ziddorf e. V., Landkreis Güstrow. Von den Erfahrungen in Indien hat er in mehreren Publikationen berichtet. Weitere Schriften erörtern ethisch-theologische, religionspolitische und politische Themen. Gegen Ende seines Lebens hat er eine unvollendet gebliebene Autobiographie (erschienen sind zwei Bände: Am Rand die Mitte suchen und Die volkseigene Erfahrung, Ludwigsfelde 2013 und 2015) veröffentlicht.

## Schriften
- Thomas Müntzers Parteinahme für die Unterdrückten als Ausgangspunkt für seine reformatorischen Bestrebungen, in: Prophet einer neuen Welt. Thomas Müntzer in seiner Zeit, Berlin [DDR] 1975, S. 87–97.
- Eigentum und Arbeit. Evangelische Sozialethik zwischen Industriegesellschaft und Sozialismus, Berlin [DDR] 1977.
- Leistung – Wofür? Überlegungen zum Dienst des Menschen in der Gesellschaft, Berlin [DDR] 1980.
- Gerechtigkeit im Alltag. Zum Verständnis von Eigentum und Arbeit in der sozialistischen Gesellschaft, Berlin [DDR] 1984.
- Paraklese heute. Von der Integration der Mehrwertlehre in die theologische Ethik, in: Ergebnisse und Möglichkeiten des christlich-marxistischen Dialogs. Hrsg. Doktorkollegium der reformierten Kirche in Ungarn, Debrecen 1985.
- Trittsteine im Fluß. Aus der indischen Gossner Kirche, Erlanger Verlag für Mission und Ökumene: Erlangen, 1992. [Erweiterte, zweite Auflage siehe unten.]
- Der Ostwind weht, wo er will. Mit einem Vorwort von Jakob Moneta und einem Nachwort von Horst Symanowski, Scheunen-Verlag: Kückenshagen, 1995.
- Die Religion des Kapitalismus. Die gesellschaftlichen Auswirkungen des totalen Marktes. Hrsg. von Willibald Jacob, Jakob Moneta und Franz Segbers, Edition Exodus: Luzern, 1996.
- Arbeiterpfarrer. Vor Ort in Betrieb und Gemeinde in der DDR. Perspektiven des Pfarrberufes angesichts einer „Volkskirche“ als Auslaufmodell. Hrsg. von Johannes Brückmann und Willibald Jacob, Alektor-Verlag: Berlin, 1996.
- Arbeiterpfarrer in der DDR. Gemeindeaufbau und Industriegesellschaft. Erfahrungen in Kirche und Betrieb 1950 – 1990. Hrsg. von Johannes Brückmann und Willibald Jacob, Alektor: Berlin, 2004.
- Zwischen Müritzsee und Assams Teegärten. Berichte und Kommentare zu einer indisch-deutschen Partnerschaft. Hrsg. von Willibald Jacob und Andreas Schröder, EpoG: Berlin, 2004.
- Arbeit – Geld – Kirche. Eine unzeitgemäße Reflexion, dennoch rechtzeitig, Berlin [Selbstverlag], 2008.
- Unterwegs in Indien. Erfahrungsaustausch. Hrsg. von Willibald Jacob, Peter Leehr, Andreas Schröder und Beatrix Spreng, Berlin [Selbstverlag], 2009.
- Elfriede und Willibald Jacob: Trittsteine im Fluss. Aus der indischen Gossner Kirche – Von Partnerschaft und gemeinsamen Interessen. Eine Chronik. Zweite, erweiterte Auflage, Erlangen und Kückenshagen, 2010.
- Am Rand die Mitte suchen. Erinnerungen Erster Teil. Mit der Rede von Martin Niemöller zum Thema Christ und Krieg am 26. Juli 1961 in der St. Nikolaikirche zu Treuenbrietzen, Ludwigsfelder Verlagshaus: Ludwigsfelde bei Berlin, 2013.
- Die volkseigene Erfahrung. Erinnerungen Zweiter Teil, Ludwigsfelder Verlagshaus: Ludwigsfelde, 2015.